# فانيسا كيري
فانيسا كيري (بالإنجليزية: Vanessa Kerry)‏ هي طبيبة أمريكية، ولدت في 31 ديسمبر 1976 في بوسطن في الولايات المتحدة.

## وصلات خارجية
- فانيسا كيري على موقع IMDb (الإنجليزية)